# Lewis Cass
Lewis Cass (Exeter, 9 ottobre 1782 – Detroit, 17 giugno 1866) è stato un politico statunitense, che fu rappresentante del Territorio del Michigan e servì il gabinetto di due differenti presidenti degli Stati Uniti (Andrew Jackson e James Buchanan). Entrò a far parte del Senato e si candidò alla presidenza nel 1848.

## Biografia
Nato da una famiglia di contadini a Exeter, nel New Hampshire, suo padre si unì all'esercito continentale nella guerra d'indipendenza e combatté sotto il generale George Washington a Bunker Hill, instillando nel figlio un profondo senso di patriottismo. Frequentò la Phillips Exeter Academy e dopo aver completato gli studi nel 1800, partì con la sua famiglia per i territori del nord ovest dell'Ohio.

### Governatore territoriale
Durante la guerra del 1812 Cass fu "Brigadier general" e partecipò alla battaglia di Thames. Come ricompensa per il suo servizio militare, fu nominato governatore territoriale del Territorio del Michigan dal presidente degli Stati Uniti James Madison il 29 ottobre 1813, carica che mantenne fino al 1831. Cass fu frequentemente assente e molti segretari territoriali ebbero il privilegio di sostituirlo.
Nel 1817 fu uno dei due delegati, insieme a Duncan McArthur, che approvarono il Trattato di Fort Meigs, firmato il 29 settembre dello stesso anno da numerose tribù di nativi americani.
Nel 1820 eseguì una spedizione a nord dei Grandi Laghi, all'epoca parte del Territorio del Michigan e oggi parte dello Stato del Minnesota, con l’obiettivo di correggere eventuali errori cartografici e individuare la sorgente del fiume Mississippi, che, fino ad allora sconosciuta, risultò essere in un punto indeterminato tra gli Stati Uniti d'America e l'America britannica. Il lago che formava la sorgente del fiume venne chiamata lago Cass. La sorgente fu poi trovata nel 1832 da Henry Schoolcraft, geologo del governatore. Schoolcraft identificò la sorgente del fiume Mississippi come il lago Itasca.

### Senatore statunitense e fine della carriera
Il 1º agosto 1831 Cass si dimise dal ruolo di governatore del Territorio del Michigan e accettò il compito di Segretario alla Guerra nel corso della presidenza di Andrew Jackson, posizione che tenne fino al 1836.  Fu poi eletto ambasciatore francese fino al 1842.
Rappresentò lo Stato del Michigan nel Senato degli Stati Uniti dal 1845 al 1848. Fu il presidente del comitato degli affari militari durante il 30º Congresso degli Stati Uniti. Nel 1848 si dimise dal ruolo di senatore e si candidò per le elezioni presidenziali dello stesso anno. William Orlando Butler era il suo delegato. Cass supportava la dottrina della sovranità popolare che consentiva agli abitanti di un dato territorio di decidere se abolire o meno la schiavitù, anche se solo localmente; inoltre egli supportava il Free Soil Party. La sua candidatura causò la rottura del Partito Democratico. Cass voleva anche l'unione del Texas agli Stati Uniti. Dopo aver perso le elezioni contro Zachary Taylor ritornò al Senato, dove rimase dal 1849 al 1857. Dal 1857 al 1860  lavorò affiancando il segretario del presidente James Buchanan. Si dimise il 13 dicembre del 1860 a causa del fallimento di Buchanan. Morì nel 1866 e fu sepolto nell'Elmwood Cemetery a Detroit, in Michigan.